# Noël en Biélorussie

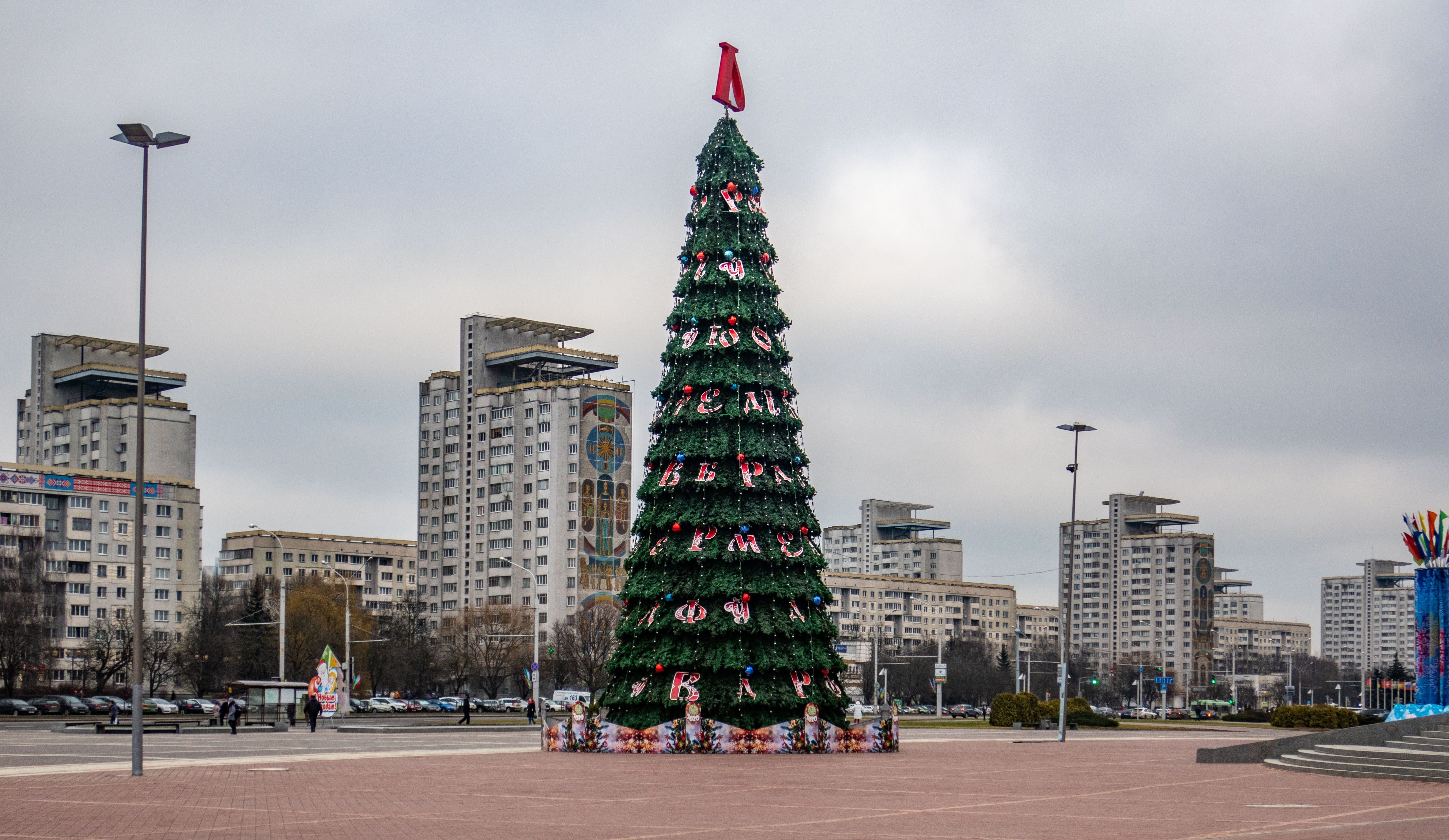
Sapin de noël à Minsk en Biélorussie.

Les fêtes de Noël en Biélorussie se fêtent en décembre et en janvier (25 décembre pour les catholiques, le 7 janvier pour les orthodoxes)
En conjonction des dates du Noël catholique, du Noël orthodoxe et du Nouvel An orthodoxe, le carnaval « na Koliady » est organisé. C'est une fête dédiée à la célébration du Noël catholique avec musique traditionnelle, petites représentations théâtrales, déguisements et chansons.